# Arctic Race of Norway 2014
De 2e editie van de Arctic Race of Norway werd van 14 tot en met 17 augustus 2015 verreden. De start vond plaats in Hammerfest, de finish in Tromsø. De ronde maakte deel uit van de UCI Europe Tour 2014, in de categorie 2.HC. Titelverdediger was de Noor Thor Hushovd. De eindoverwinning zou uiteindelijk naar de Nederlander Steven Kruijswijk gaan, die daarmee zijn eerste eindklassement won.

## Deelnemende ploegen
| WorldTour                   | ProContinentaal                            | Continentaal            |
| --------------------------- | ------------------------------------------ | ----------------------- |
| Belkin Pro Cycling          | Bretagne-Séché Environnement               | Ringeriks-Kraft Look    |
| BMC Racing Team             | Cofidis                                    | Roubaix Lille Métropole |
| Cannondale Pro Cycling Team | IAM Cycling                                | Team FixIT.no           |
| Giant-Shimano               | MTN-Qhubeka                                | Team Joker              |
| Katjoesja                   | NetApp-Endura                              | Team Øster Hus-Ridley   |
|                             | Topsport Vlaanderen-Baloise                | Team Sparebanken Sør    |
|                             | Unitedhealthcare Professional Cycling Team | Wallonie-Bruxelles      |
|                             | Wanty-Groupe Gobert                        |                         |

## Etappe-overzicht
| etappe | datum       | start       | finish          | type       | afstand | winnaar              | klassementsleider    |
| ------ | ----------- | ----------- | --------------- | ---------- | ------- | -------------------- | -------------------- |
| 1e     | 14 augustus | Hammerfest  | Noordkaap       | Heuvelrit  | 204 km  | Lars Petter Nordhaug | Lars Petter Nordhaug |
| 2e     | 15 augustus | Honningsvåg | Alta            | Vlakke rit | 207 km  | Alexander Kristoff   | Lars Petter Nordhaug |
| 3e     | 16 augustus | Alta        | Kvænangsfjellet | Heuvelrit  | 132 km  | Simon Špilak         | Steven Kruijswijk    |
| 4e     | 17 augustus | Tromsø      | Tromsø          | Vlakke rit | 165 km  | Alexander Kristoff   | Steven Kruijswijk    |

## Etappe-uitslagen

### 1e etappe
| Hammerfest - Noordkaap (204 km) |                      |                              |          |
| Plaats                          | Naam                 | Ploeg                        | Tijd     |
| Winnaar                         | Lars Petter Nordhaug | Belkin Pro Cycling           | 4u51'14" |
| 2                               | Davide Villella      | Cannondale Pro Cycling       | + 6"     |
| 3                               | Steven Kruijswijk    | Belkin Pro Cycling           | z.t.     |
| 4                               | Martin Elmiger       | IAM Cycling                  | + 9"     |
| 5                               | Jonathan Hivert      | Belkin Pro Cycling           | z.t.     |
| 6                               | Paul Voss            | NetApp-Endura                | z.t.     |
| 7                               | Vegard Stake Laengen | Bretagne-Séché Environnement | z.t.     |
| 8                               | Kévin Ledanois       | Bretagne-Séché Environnement | + 13"    |
| 9                               | Loïc Vliegen         | BMC Racing Team              | z.t.     |
| 10                              | Alexander Kristoff   | Katjoesja                    | + 15"    |

| Algemeen klassement |                      |                              |          |
| Plaats              | Naam                 | Ploeg                        | Tijd     |
| Blauwe trui         | Lars Petter Nordhaug | Belkin Pro Cycling           | 4u51'03" |
| 2                   | Davide Villella      | Cannondale Pro Cycling       | + 11"    |
| 3                   | Steven Kruijswijk    | Belkin Pro Cycling           | + 13"    |
| 4                   | Martin Elmiger       | IAM Cycling                  | + 20"    |
| 5                   | Jonathan Hivert      | Belkin Pro Cycling           | z.t.     |
| 6                   | Paul Voss            | NetApp-Endura                | z.t.     |
| 7                   | Vegard Stake Laengen | Bretagne-Séché Environnement | z.t.     |
| 8                   | Kévin Ledanois       | Bretagne-Séché Environnement | + 24"    |
| 9                   | Loïc Vliegen         | BMC Racing Team              | z.t.     |
| 10                  | Alexander Kristoff   | Katjoesja                    | + 26"    |

### 2e etappe
| Honningsvåg - Alta (207 km) |                    |                             |          |
| Plaats                      | Naam               | Ploeg                       | Tijd     |
| Winnaar                     | Alexander Kristoff | Katjoesja                   | 5u30'08" |
| 2                           | Thor Hushovd       | BMC Racing Team             | z.t.     |
| 3                           | Edward Theuns      | Topsport Vlaanderen-Baloise | z.t.     |
| 4                           | Marcel Kittel      | Giant-Shimano               | z.t.     |
| 5                           | Scott Thwaites     | NetApp-Endura               | z.t.     |
| 6                           | Sébastien Hinault  | IAM Cycling                 | z.t.     |
| 7                           | Rudy Barbier       | Roubaix Lille Métropole     | z.t.     |
| 8                           | Tom Van Asbroeck   | Topsport Vlaanderen-Baloise | z.t.     |
| 9                           | Håvard Blikra      | Team Øster Hus-Ridley       | z.t.     |
| 10                          | Maxime Vantomme    | Roubaix Lille Métropole     | z.t.     |

| Algemeen klassement |                      |                              |           |
| Plaats              | Naam                 | Ploeg                        | Tijd      |
| Blauwe trui         | Lars Petter Nordhaug | Belkin Pro Cycling           | 10u21'11" |
| 2                   | Davide Villella      | Cannondale Pro Cycling       | + 11"     |
| 3                   | Steven Kruijswijk    | Belkin Pro Cycling           | + 13"     |
| 4                   | Alexander Kristoff   | Katjoesja                    | + 16"     |
| 5                   | Jonathan Hivert      | Belkin Pro Cycling           | + 20"     |
| 6                   | Vegard Stake Laengen | Bretagne-Séché Environnement | z.t.      |
| 7                   | Paul Voss            | NetApp-Endura                | z.t.      |
| 8                   | Martin Elmiger       | IAM Cycling                  | z.t.      |
| 9                   | Kévin Ledanois       | Bretagne-Séché Environnement | + 24"     |
| 10                  | Loïc Vliegen         | BMC Racing Team              | z.t.      |

### 3e etappe
| Alta - Kvænangsfjellet (132 km) |                      |                              |          |
| Plaats                          | Naam                 | Ploeg                        | Tijd     |
| Winnaar                         | Simon Špilak         | Katjoesja                    | 3u18'29" |
| 2                               | Steven Kruijswijk    | Belkin Pro Cycling           | z.t.     |
| 3                               | Jonathan Hivert      | Belkin Pro Cycling           | + 15"    |
| 4                               | Alexander Kristoff   | Katjoesja                    | z.t.     |
| 5                               | Martin Elmiger       | IAM Cycling                  | z.t.     |
| 6                               | Michel Kreder        | Wanty-Groupe Gobert          | z.t.     |
| 7                               | Daniel Schorn        | NetApp-Endura                | z.t.     |
| 8                               | Vegard Stake Laengen | Bretagne-Séché Environnement | z.t.     |
| 9                               | Maxime Vantomme      | Roubaix Lille Métropole      | z.t.     |
| 10                              | Loïc Vliegen         | BMC Racing Team              | z.t.     |

| Algemeen klassement |                      |                              |           |
| Plaats              | Naam                 | Ploeg                        | Tijd      |
| Blauwe trui         | Steven Kruijswijk    | Belkin Pro Cycling           | 13u39'57" |
| 2                   | Lars Petter Nordhaug | Belkin Pro Cycling           | + 8"      |
| 3                   | Davide Villella      | Cannondale Pro Cycling       | + 17"     |
| 4                   | Alexander Kristoff   | Katjoesja                    | + 21"     |
| 5                   | Jonathan Hivert      | Belkin Pro Cycling           | + 24"     |
| 6                   | Simon Špilak         | Katjoesja                    | + 25"     |
| 7                   | Vegard Stake Laengen | Bretagne-Séché Environnement | + 28"     |
| 8                   | Martin Elmiger       | IAM Cycling                  | z.t.      |
| 9                   | Paul Voss            | NetApp-Endura                | z.t.      |
| 10                  | Loïc Vliegen         | BMC Racing Team              | + 32"     |

### 4e etappe
| Tromsø - Tromsø (165 km) |                    |                              |          |
| Plaats                   | Naam               | Ploeg                        | Tijd     |
| Winnaar                  | Alexander Kristoff | Katjoesja                    | 3u42'08" |
| 2                        | Thor Hushovd       | BMC Racing Team              | z.t.     |
| 3                        | Sam Bennett        | NetApp-Endura                | + 2"     |
| 4                        | Oscar Gatto        | Cannondale Pro Cycling       | + 4"     |
| 5                        | Michel Kreder      | Wanty-Groupe Gobert          | z.t.     |
| 6                        | Kévin Ledanois     | Bretagne-Séché Environnement | z.t.     |
| 7                        | Paul Voss          | NetApp-Endura                | z.t.     |
| 8                        | Steven Kruijswijk  | Belkin Pro Cycling           | + 7"     |
| 9                        | Davide Villella    | Cannondale Pro Cycling       | + 9"     |
| 10                       | Romain Lemarchand  | Cofidis                      | z.t.     |

| Algemeen klassement |                      |                              |           |
| Plaats              | Naam                 | Ploeg                        | Tijd      |
| Blauwe trui         | Steven Kruijswijk    | Belkin Pro Cycling           | 17u22'12" |
| 2                   | Alexander Kristoff   | Katjoesja                    | + 4"      |
| 3                   | Lars Petter Nordhaug | Belkin Pro Cycling           | + 18"     |
| 4                   | Davide Villella      | Cannondale Pro Cycling       | + 19"     |
| 5                   | Paul Voss            | NetApp-Endura                | + 21"     |
| 6                   | Kévin Ledanois       | Bretagne-Séché Environnement | + 29"     |
| 7                   | Martin Elmiger       | IAM Cycling                  | + 30"     |
| 8                   | Loïc Vliegen         | BMC Racing Team              | + 42"     |
| 9                   | Amaël Moinard        | BMC Racing Team              | + 45"     |
| 10                  | Romain Lemarchand    | Cofidis                      | + 52"     |

## Klassementenverloop
| Etappe | Algemeen klassement  | Puntenklassement     | Bergklassement | Jongerenklassement | Ploegenklassement  |
| ------ | -------------------- | -------------------- | -------------- | ------------------ | ------------------ |
| 1e     | Lars Petter Nordhaug | Lars Petter Nordhaug | August Jensen  | Davide Villella    | Belkin Pro Cycling |
| 2e     | Lars Petter Nordhaug | Lars Petter Nordhaug | August Jensen  | Davide Villella    | Belkin Pro Cycling |
| 3e     | Steven Kruijswijk    | Alexander Kristoff   | August Jensen  | Davide Villella    | Belkin Pro Cycling |
| 4e     | Steven Kruijswijk    | Alexander Kristoff   | August Jensen  | Davide Villella    | Belkin Pro Cycling |

## Eindklassementen
| Algemeen klassement |                      |                              |           |
| Plaats              | Naam                 | Ploeg                        | Tijd      |
| Blauwe trui         | Steven Kruijswijk    | Belkin Pro Cycling           | 17u22'12" |
| 2                   | Alexander Kristoff   | Katjoesja                    | + 4"      |
| 3                   | Lars Petter Nordhaug | Belkin Pro Cycling           | + 18"     |
| 4                   | Davide Villella      | Cannondale Pro Cycling       | + 19"     |
| 5                   | Paul Voss            | NetApp-Endura                | + 21"     |
| 6                   | Kévin Ledanois       | Bretagne-Séché Environnement | + 29"     |
| 7                   | Martin Elmiger       | IAM Cycling                  | + 30"     |
| 8                   | Loïc Vliegen         | BMC Racing Team              | + 42"     |
| 9                   | Amaël Moinard        | BMC Racing Team              | + 45"     |
| 10                  | Romain Lemarchand    | Cofidis                      | + 52"     |

| Plaats      | Naam               | Ploeg              | Punten |
| ----------- | ------------------ | ------------------ | ------ |
| Groene trui | Alexander Kristoff | Team Katjoesja     | 41     |
| 2           | Steven Kruijswijk  | Belkin Pro Cycling | 24     |
| 3           | Thor Hushovd       | BMC Racing Team    | 24     |

| Plaats    | Naam                 | Ploeg                 | Punten |
| --------- | -------------------- | --------------------- | ------ |
| Rode trui | August Jensen        | Team Øster Hus-Ridley | 12     |
| 2         | Simon Špilak         | Katjoesja             | 6      |
| 3         | Lars Petter Nordhaug | Belkin Pro Cycling    | 4      |

| Plaats     | Naam            | Ploeg                        | Tijd      |
| ---------- | --------------- | ---------------------------- | --------- |
| Witte trui | Davide Villella | Cannondale Pro Cycling       | 17u22'31" |
| 2          | Kévin Ledanois  | Bretagne-Séché Environnement | + 10"     |
| 3          | Loïc Vliegen    | BMC Racing Team              | + 23"     |

| Plaats | Ploeg              | Tijd      |
| ------ | ------------------ | --------- |
| 1      | Belkin Pro Cycling | 52u08'42" |
| 2      | NetApp-Endura      | + 1'14"   |
| 3      | IAM Cycling        | + 3'09"   |

Etappewedstrijden

 Ster van Bessèges ·
 Ronde van de Middellandse Zee ·
 Ruta del Sol ·
 Ronde van de Algarve ·
 Ronde van de Haut-Var ·
 Driedaagse van West-Vlaanderen ·
 Internationale Wielerweek ·
 Internationaal Wegcriterium ·
 Driedaagse van De Panne-Koksijde ·
 Ronde van de Sarthe ·
 Ronde van Trentino ·
 Ronde van Turkije ·
 Vierdaagse van Duinkerke ·
 Ronde van Azerbeidzjan ·
 Szlakiem Grodów Piastowskich ·
 Ronde van Castilië en León ·
 Ronde van Picardië ·
 Ronde van Noorwegen ·
 World Ports Classic ·
 Ronde van Beieren ·
 Ronde van België ·
 Tour des Fjords ·
 Ronde van Estland ·
 Ronde van Luxemburg ·
 Boucles de la Mayenne ·
 Ster ZLM Toer ·
 Ronde van Slovenië ·
 Route du Sud ·
 Ronde van Oostenrijk ·
 Sibiu Cycling Tour ·
 Ronde van Wallonië ·
 Ronde van Portugal ·
 Ronde van Denemarken ·
 Ronde van de Ain ·
 Ronde van Burgos ·
 Arctic Race of Norway ·
 Ronde van de Limousin ·
 Ronde van Poitou-Charentes ·
 Ronde van Groot-Brittannië ·
 Ronde van Gévaudan Languedoc-Roussillon ·
 Eurométropole Tour
Eendaagse wedstrijden

 GP La Marseillaise ·
 Grote Prijs van de Etruskische Kust ·
 Trofeo Palma ·
 Trofeo Ses Salines ·
 Trofeo Serra de Tramuntana ·
 Trofeo Platja de Muro ·
 Trofeo Laigueglia ·
 Ronde van Murcia ·
 Omloop Het Nieuwsblad ·
 Classic Sud Ardèche ·
 GP Lugano ·
 Clásica de Almería ·
 Kuurne-Brussel-Kuurne ·
 La Drôme Classic ·
 Le Samyn ·
 GP Città di Camaiore ·
 Strade Bianche ·
 Roma Maxima ·
 Ronde van Drenthe ·
 Dwars door Drenthe ·
 Nokere Koerse ·
 GP Nobili Rubinetterie ·
 Handzame Classic ·
 Classic Loire-Atlantique ·
 Grote Prijs van Cholet-Pays de Loire ·
 Dwars door Vlaanderen ·
 Route Adélie de Vitré ·
 Volta Limburg Classic ·
 Grote Prijs Miguel Indurain ·
 Ronde van La Rioja ·
 Scheldeprijs ·
 GP Cerami ·
 Klasika Primavera ·
 Parijs-Camembert ·
 Brabantse Pijl ·
 GP Denain ·
 Ronde van de Finistère ·
 Tro Bro Léon ·
 Ronde van Keulen ·
 La Roue Tourangelle ·
 Rund um den Finanzplatz Eschborn-Frankfurt ·
 Ronde van de Somme ·
 ProRace Berlin ·
 Grote Prijs van Plumelec ·
 Boucles de l'Aulne ·
 Ronde van Zeeland Seaports ·
 GP Kanton Aargau ·
 Ronde van Limburg ·
 Ronde van de Apennijnen ·
 Halle-Ingooigem ·
 Prueba Villafranca de Ordizia ·
 GP Industria & Artigianato-Larciano ·
 Ronde van Toscane ·
 Circuito de Getxo ·
 Polynormande ·
 RideLondon Classic ·
 GP Stad Zottegem ·
 Arnhem-Veenendaal Classic ·
 Châteauroux Classic de l'Indre ·
 Druivenkoers Overijse ·
 Brussels Cycling Classic ·
 GP Fourmies ·
 Ronde van de Doubs ·
 GP Jef Scherens ·
 Coppa Bernocchi ·
 GP van Wallonië ·
 Coppa Agostoni ·
 Ronde van de Drie Valleien ·
 Kampioenschap van Vlaanderen ·
 Grote Prijs Impanis-Van Petegem ·
 Memorial Marco Pantani ·
 GP Industria & Commercio di Prato ·
 GP van Isbergues ·
 Omloop van het Houtland ·
 Duo Normand ·
 Milaan-Turijn ·
 Ronde van het Münsterland ·
 Ronde van de Vendée ·
 Memorial Frank Vandenbroucke ·
 Coppa Sabatini ·
 Parijs-Bourges ·
 Ronde van Emilia ·
 Parijs-Tours ·
 GP Beghelli ·
 Nationale Sluitingsprijs ·
 Chrono des Nations
2013 · 2014 · 2015 · 2016 · 2017 · 2018 · 2019 · 2020 · 2021 · 2022 · 2023 · 2024